# Kullorsuaq Helistop
Kullorsuaq Helistop (IATA: , ICAO: BGKQ) er en grønlandsk flyveplads beliggende i Kullorsuaq med et gruslandingsområde på 20 m x 30 m. I 2008 var der 715 afrejsende passagerer fra flyvepladsen fordelt på 155 starter (gennemsnitligt 4,61 passagerer pr. start).
Kullorsuaq Helistop drives af Mittarfeqarfiit, Grønlands Lufthavnsvæsen. Statens Luftfartsvæsen fører tilsyn med flyvepladsen.

## Eksterne links
- AIP for BGKQ fra Statens Luftfartsvæsen